# Irene Kane
Irene Kane (alias Chris Chase; * 12. Januar 1924 in New York City als Irene Greengard; † 31. Oktober 2013 in New York City) war eine US-amerikanische Schauspielerin, Autorin und Fernsehmoderatorin.

## Leben
Kane wurde unter dem Namen Irene Greengard als Tochter von Benjamin Greengard und Pearl Meister geboren. Ihr jüngerer Bruder war der spätere Medizinnobelpreisträger Paul Greengard. Irenes leibliche Mutter, eine ehemalige Sekretärin, starb im Kindbett, über ihre Stiefmutter Murice, die Benjamin Greengard Anfang 1927 heiratete, hatte sie eine rund 14 Jahre jüngere Halbschwester namens Linda. Benjamin Greengard war ursprünglich Vaudeville-Künstler, errang jedoch später eine Stelle als Vertriebsmanager eines Parfümherstellers, woraufhin die Familie in den Stadtteil Forest Hills zog.
Nach der High School arbeitete Greengard zunächst für das Fanzine Modern Screen, wo der Fotograf Bert Stern auf sie aufmerksam wurde. Durch die Kooperation mit ihm erschienen Fotos von ihr in der Vogue und anderen Modezeitschriften. Stern vermittelte sie auch an Stanley Kubrick, der die junge Frau, die von nun an das Pseudonym Irene Kane nutzte, in der Hauptrolle seines zweiten Spielfilms Der Tiger von New York (1955) besetzte. Ab dem 20. September desselben Jahres trat sie außerdem am Broadway in der Dreigroschenoper und in einer Adaption von Eudora Weltys The Ponder Heart auf. 1958 wurde sie für eine Episode der Fernsehserie True Story besetzt und war auch erstmals in Gnadenlose Stadt (1958) zu sehen. 1960 folgte eine weitere Bühnenrolle in Tenderloin. In den 1960er Jahren wurde sie für die Serien Love of Life (1962–1965), Look Up and Live (1962) sowie The Doctors (1964) sowie eine weitere Folge in Gnadenlose Stadt (1963) engagiert. 1979 war die blonde Darstellerin mit Bob Fosses Hinter dem Rampenlicht noch einmal in einem Spielfilm zu sehen.
1962 heiratete Greengard den Fernsehproduzenten Michael Chase, Sohn der Pulitzer-Preisträgerin Mary Chase. Sie nahm den Familiennamen ihres Mannes an und war daraufhin meist als Chris Chase aktiv. Neben der Schauspielerei widmete sie sich zunehmend der Tätigkeit als Autorin und veröffentlichte zunächst Essays, bevorzugt in der New York Times. Ihre Texte wurden auch zur Grundlage des autobiografischen Werkes How to Be a Movie Star, or A Terrible Beauty Is Born (1974). Rosalind Russell wurde daraufhin auf Chase aufmerksam und engagierte sie als Co-Autorin für ihre Autobiografie Life Is a Banquet (1977). Durch dieses Werk zog Chase wiederum die Aufmerksamkeit von Betty Ford auf sich, die sie als Mitarbeiterin für The Times of My Life (1978) und Betty: A Glad Awakening (1987) engagierte. Zusammen mit Jean-Claude Baker verfasste sie außerdem Josephine: The Hungry Heart (1993) über Jean-Claudes Adoptivmutter Josephine Baker, 1996 erschienen die unter ihrer Mitarbeit entstandenen Memoiren von Alan King, Name Dropping: The Life and Lies of Alan King. Neben autobiografischen und kulturkritischen Werken veröffentlichte sie im April 1981 auch The Great American Waistline: Putting It On and Taking It Off, in dem Chase Ernährungs- und Diätfragen erörterte.
Darüber hinaus war sie ab dem Frühjahr 1980 kurzzeitig als Kulturkommentatorin für die CBS Morning Show aktiv und fungierte danach als erste Moderatorin von CNN Media Watch.
Sie starb im Herbst 2013 in ihrer Geburtsstadt an Bauchspeicheldrüsenkrebs.

## Filmografie (Auswahl)
- 1955: Der Tiger von New York (The Killer's Kiss)
- 1958/63: Gnadenlose Stadt (Naked City) (Fernsehserie, 2 Folgen)
- 1964: The Doctors (Fernsehserie, 5 Folgen)
- 1979: Hinter dem Rampenlicht (All That Jazz)
- 2001: Stanley Kubrick – Ein Leben für den Film (Stanley Kubrick: A Life in Pictures) (Dokumentarfilm)